# Real Instituto Meteorológico dos Países Baixos
O Real Instituto Meteorológico dos Países Baixos (em neerlandês:  Koninklijk Nederlands Meteorologisch Instituut, KNMI) é o serviço nacional dos Países Baixos de previsão do tempo, com sede em De Bilt, na província de Utrecht, Países Baixos.
As principais tarefas do KNMI são a previsão do tempo, o rastreamento de mudanças climáticas e atividade sísmica. KNMI é também o centro nacional de pesquisa e informação para o clima, aquecimento global e sismologia.

## História
O KNMI foi estabelecido por decreto real do rei Guilherme III em 21 de janeiro de 1854 sob o título de "Observatório Meteorológico Real". O Professor CHD Buys Ballot foi nomeado o primeiro Diretor. No ano anterior, o professor Ballot havia transferido o Observatório da Universidade de Utrecht para o forte desativado em Sonnenborgh. Só mais tarde, em 1897, a sede do KNMI mudou para a propriedade Koelenberg em De Bilt.
O "Observatório Meteorológico Real" originalmente tinha duas divisões, o ramo terrestre sob o comando do Dr. Frederik Wilhelm Christiaan Krecke e o ramo marinho sob o comando do Tenente Marin H. Jansen.
Como Robert FitzRoy, que fundou o Escritório Meteorológico na Grã-Bretanha no mesmo ano, Ballot ficou desencantado com os boletins meteorológicos não científicos encontrados em jornais europeus da época. Como o Met Office, o KNMI também foi pioneiro nas previsões meteorológicas diárias, que ele chamou por uma nova combinação de "weervoorspelling" (prognóstico meteorológico).

## Pesquisa na KNMI
A pesquisa aplicada na KNMI está focada em três áreas:
- Pesquisa destinada a melhorar a qualidade, utilidade e acessibilidade de dados meteorológicos e oceanográficos em apoio à previsão do tempo operacional e outras aplicações de tais dados.
- Pesquisa relacionada ao clima em oceanografia; processos da camada limite atmosférica, nuvens e radiação; a composição química da atmosfera (por exemplo, ozônio); pesquisa de variabilidade climática; a análise do clima, variabilidade climática e mudanças climáticas; apoio à modelagem e apoio político ao governo holandês com relação ao clima e às mudanças climáticas.
- Pesquisa sismológica, bem como monitoramento da atividade sísmica (Sismos).

## Desenvolvimento KNMI de modelos de dispersão atmosférica
A pesquisa aplicada da KNMI também abrange o desenvolvimento e o uso operacional de modelos de dispersão atmosférica.
Sempre que ocorre um desastre na Europa que provoca a emissão de gases tóxicos ou material radioativo para a atmosfera, é de extrema importância determinar rapidamente para onde a pluma atmosférica de material tóxico está sendo transportada pelos ventos predominantes e outros fatores meteorológicos. Nessas ocasiões, a KNMI ativa um serviço especial de calamidade. Para isso, um grupo de sete meteorologistas está constantemente de serviço, dia ou noite. O papel da KNMI no fornecimento de informações durante emergências está incluído nos planos de gestão de desastres municipais e provinciais. Através de ligações telefónicas dedicadas, os serviços públicos, os bombeiros e a polícia podem receber informações meteorológicas e outras informações relevantes diretamente pelo meteorologista de serviço.
A KNMI disponibiliza dois modelos de dispersão atmosférica para uso por seu serviço de calamidade:
- PUFF - Em cooperação com o Instituto Nacional de Saúde Pública e Meio Ambiente dos Países Baixos (neerlandês: Rijksinstituut voor Volksgezondheid en Milieuhygiene ou simplesmente RIVM ), a KNMI desenvolveu o modelo de dispersão PUFF. Ele foi projetado para calcular a dispersão da poluição do ar em escalas europeias. O modelo foi testado originalmente por meio de medições da dispersão de radioatividade causada pelo acidente na usina nuclear de Chernobyl em 1986. Alguns anos depois, em 1994, foi realizado um experimento de dispersão dedicado denominado ETEX (European Tracer Experiment), que também forneceu dados úteis para testes adicionais de PUFF.
- CALM - CALM é um modelo CALaMity desenvolvido para o cálculo da dispersão da poluição do ar em pequenas escalas espaciais, dentro dos Países Baixos. Os algoritmos e parâmetros contidos no modelo CALM são praticamente idênticos aos do modelo PUFF. No entanto, a entrada meteorológica só pode ser fornecida manualmente em CALM. O usuário fornece os valores observados e previstos para a velocidade do vento no nível de 10 metros de altura, a classificação de estabilidade atmosférica e a altura de mistura. Após os cálculos do modelo terem sido realizados, um mapa é criado e exibido com as trajetórias derivadas da pluma de poluição e uma indicação de como e onde a nuvem se dispersará.

## Nomeação de tempestade
Em 2019, a KNMI decidiu se juntar ao grupo de nomeação de tempestades do oeste para ajudar a conscientizar sobre o perigo das tempestades, a primeira tempestade nomeada foi a Tempestade Ciara em 9 de fevereiro de 2020.

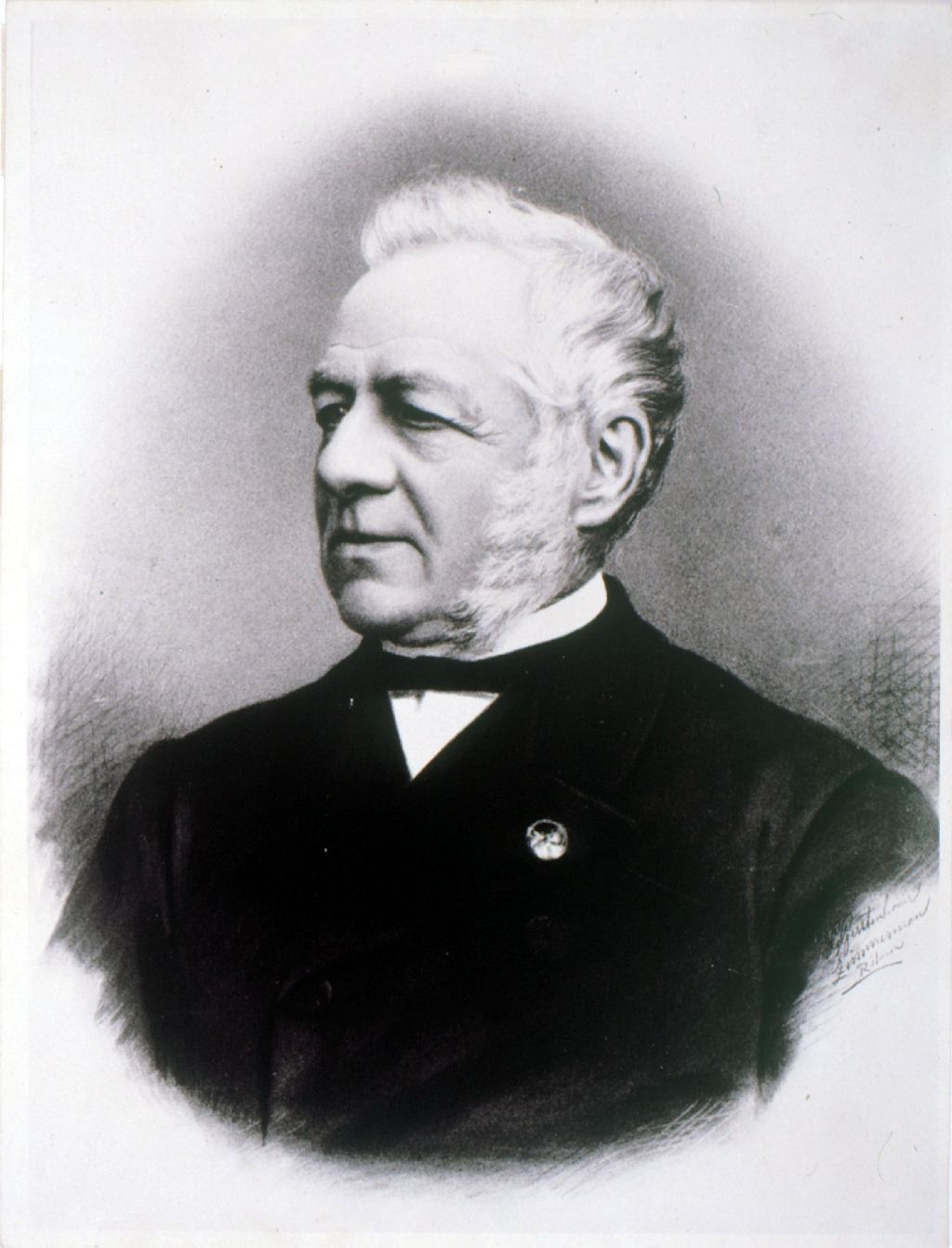
C.H.D. Buys Ballot, primeiro diretor (de 1854 a 1890)

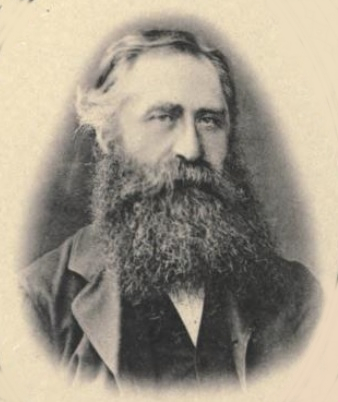
Maurits Snellen, 2º diretor
(de 1890 a 1902)